# Chartreux
O gato Chartreux, também chamado cartuxo em português, conhecido pelo seu sorriso enternecedor, é um gato silencioso e discreto, menos falador que a maioria dos felinos, mas muito ronronante, sendo que raras vezes se ouve miar. Aliás, quando o faz e se espera um miar forte, apenas se ouve um som minúsculo e delicado.
Bastante calmo e extremamente tolerante, é muitíssimo dedicado e apegado à sua família, demonstrando um enorme carinho e simpatia. É também sociável, simpático e adapta-se rapidamente às mudanças.
É um gato que necessita de muito espaço para se exercitar, pois adora correr pela casa sempre na brincadeira com o seu dono ou com um simples brinquedo. Para ele, um pouco de exercício frenético a um ritmo alucinante, pelo menos uma vez por dia é mais do que suficiente para se sentir o gato mais feliz e alegre do mundo. Adora naturalmente, chamar a atenção e ser acariciado mas não gosta de se sentir preso.
O seu pêlo curto, fofo e lanudo é muito macio. A cor é cinza-azulada e pode variar entre cinzento mais claro ou mais escuro, sendo que deve ser uniforme desde a raiz. O brilho do pêlo é percebido através das pontas prateadas, mas não deve apanhar muito sol, pois pode ficar com reflexos acastanhados, o que não é aconselhável. Com um corpo forte, robusto e porém musculoso, o Chartreux é um gato extraordinário.

## Origem e História
A história da raça Chartreux mais parece uma lenda.
Reza a lenda, que os seus antepassados chegaram a França por mar, vindos provavelmente da antiga Síria e Irã e, trazidos pelos cavaleiros que regressavam das Cruzadas.
Diz a história que o Chartreux viveu e recebeu este nome dos monges Cartuxos da França e talvez tenha compartilhado com eles o famoso licor de Chartreuse. Porém, uma recente pesquisa indica que por causa da aparência de lã da sua pelagem, ele recebeu o mesmo nome de uma lã espanhola muito conhecida no princípio do século XVIII.
A presença desta raça já era documentada desde o século XVI e era reconhecida pela sua textura e cor do pêlo sem igual. Contudo, o seu percurso até aos dias de hoje não foi fácil, uma vez que esteve quase em extinção, pois durante os séculos XVIII e XIX a sua pelagem e carne foram comercializados, pois o seu manto lanudo e fofo era muito apreciado.
Costumava ser criado por causa de seu incomparável pêlo aveludado, o que o fazia alcançar um preço elevado. No entanto, na década de 1920, a raça diminuiu numericamente, mas felizmente sobreviveu graças aos esforços de duas freiras atraídas pelos gatos cinzas-azulados que vagueavam pelos terrenos do hospital Belle-Ile-sur-Mer.
Cristine e Suzanne iniciaram, então, a reprodução selectiva da raça adoptando um casal de chartreux que vivia na ilha, Marquise e Coquito. Estes gatos formaram o núcleo do seu programa de criação e uma das gatinhas da primeira ninhada, Mignonne de Guerveur foi a primeira gata chartreux a obter o título de Campeã Internacional. Foi considerada "a gata mais estética da exposição do Cat Club de Paris" em 1931 e os seus descendentes foram Campeões ou Campeões Internacionais.
Em 1939 foi reconhecido o primeiro standard da raça de Chartreux e o famoso gato azul de França passou a ser mais conhecido e representado na Europa ocidental.
No decorrer da 2ª Guerra Mundial, alguns criadores tentaram salvar a raça da extinção, acabando por fazer cruzamentos de gatos azuis com ou sem pedigree, e especialmente British Blue e Persas, para refinaram a tradicional raça francesa.
A Fife (Federação Internacional Felina) em 1970, agrupou o Chartreux e o British Blue no mesmo standard, e finalmente depois da contestação de pessoas com paixão pela raça Chartreux, que provaram as diferenças estruturais e morfológicas entre as duas raças.
Jean Simonnet (presidente do Club du Chat des Chartreux), apurou a raça e publicou em 1972 um livro intitulado " Étude sur le chat des Chartreux", sendo que em 1977 o standard do gato Chartreux foi actualizado pela Fife.

## Temperamento
O Chartreux é um gato dócil, afetuoso, amável, brincalhão, com uma forte personalidade e muito independente. Com o seu olhar doce e pêlo lanudo, cativa qualquer um logo no primeiro instante.
Apresenta algumas qualidades típicas de um cão, seguindo o seu dono para onde quer que ele vá e acompanhando-o nos momentos mais alegres e nos mais tristes, também. Demonstra, assim a sua enorme devoção e carinho, podendo ressentir-se bastante numa ausência prolongada do dono.
É um amigo fiel e um ótimo guardião. Apesar da sua aparência calma é dotado de uma extrema inteligência e não dispensa uma bela caçada.
É muito silencioso e sensível, pois não gosta de demonstrar os seus sentimentos e raras vezes se ouve miar. É o gato menos falador de todas as raças, mas em contrapartida, contempla-nos com os seus eternos e constantes ronrons. É por isso conhecido como o gato ronronante. Demonstra grande afectividade pelo seu dono, manifestando a sua felicidade e alegria.
Mas, cuidado. É um gato que prefere sofrer em silêncio e por isso o seu dono deve estar sempre atento. E, mesmo no veterinário não deixa de ronronar.
Gostam de viver num ambiente calmo, são bastante tolerantes e sociáveis. Mas, não gostam de ruídos estranhos e barulhos altos, por isso, é de evitar discussões junto deste gato, pois pode ficar assustado. Normalmente, nestas situações opta por retirar-se do local, pois prefere fazê-lo a tornar-se agressivo.

## Características

### Cabeça e Pescoço
Larga na base, crânio bem desenvolvido, mas não abaulado. Espaço estreito e direito entre as orelhas. As bochecas dão à cabeça o formato de trapézio, largo na base, estreito no topo. Expressão doce e sorridente. Pescoço curto e grosso. Nariz largo, direito, mas não arrebitado.

### Orelhas
Médias na altura e na largura; bem implantadas no alto da cabeça dando ao gato um ar de alerta.

### Olhos
Expressivos, grandes e abertos, não arredondados, mas ligeiramente amendoados. A cor vai do cobre ao ouro, sendo que se dá preferência uma cor profunda e brilhante.

### Corpo e Cauda
Robusto, com ombros largos e peito profundo. Estrutura óssea forte; massa muscular sólida e densa. Os machos são grandes e as fêmeas médias. A cauda tem um comprimento moderado e é grossa na base e media no resto dela, afilando-se ligeiramente em direcção à ponta oval. Viva e flexível.

### Pernas e Pés
Pernas são relativamente médias com ossatura forte. Os pés são arredondados e de tamanho médio. 

### Pelagem
Pêlo médio-curto, ligeiramente lanudo na textura e com uma cor uniforme desde a raiz.
Sub-pêlo curto; o pêlo é maior e protector.

### Penalizações
Stop acentuado no nariz, nariz arrebitado ou voltado, defeitos palpáveis na cauda.

### Desqualificação
Pêlos brancos, nó visível na cauda, olhos verdes e qualquer sinal de fragilidade na região da cintura até a coxa.

### Cor
Todos os tons de azul são permitidos, desde o azul-acinzentado claro ao azul-acinzentado escuro; pontas ligeiramente pintadas de prata. Ênfase na uniformidade da cor. O tom preferido é um azul imaculado com um reflexo geral. A pele do nariz é azul acinzentado escuro; lábios azuis; as almofadinhas dos pés são rosa acizentado.
As listas fantasmas são permitidas nos gatinhos bebés assim como as riscas na cauda dos jovens com menos de dois anos.

### Cruzamentos
Outras raças cujo cruzamento é permitido com o Chartreux: Nenhuma.

## Cuidados
O Chartreux é um gato de pêlo curto e grosso, que requer pouca manutenção, mas é necessária alguma atenção para que a sua apresentação seja exemplar, pelo que: deve escovar-se pelo menos uma vez por semana, o que para além retirar os pêlos mortos, contribui ainda para uma uniformização da cor do manto do seu gato e evita a formação de bolas de pêlo no estômago.
As suas orelhas requerem especial atenção, pois têm uma segregação auricular maior do que a maioria dos gatos. É aconselhável que as orelhas sejam limpas uma vez por semana, primeiro com lenços úmidos e depois com um cotonete.
A alimentação varia de acordo com as fases de vida de um gato. Quando este é jovem, necessita de um suplemento proteico encontrado em rações de boa qualidade para gatinhos. O gato Chartreux tem um desenvolvimento diferente dos outros gatos e apenas atinge a maturidade perto dos quatro anos de idade, pelo que este tipo de alimentação deve ser administrada até mais tarde. Se o gato for castrado, tiver pouca atividade ou uma idade já avançada, deve-se dar um alimento menos rico, de forma a não ficar obeso. Têm tendência para gengivites, daí a necessidade de ingerirem alimentos secos.
Em alguns Chartreux os dentes incisivos de leite não caem, portanto, logo que nascerem os definitivos é preciso arrancá-los.
Instintivamente procura o tabuleiro para as suas necessidades, preferencialmente, utilize uma areia aglomerante, que facilita a limpeza e torna possível ter uma casa de banho asseada e sempre fresca.
É um gato robusto e saudável.